# Ибрагимов, Леким Хакимович
Леким Хакимович Ибрагимов (род. 1944) – график, живописец,уйгурского происхождения. Профессор, Народный художник Узбекистана (2001), академик Академии художеств Республики Узбекистан, Почетный член Российской академии художеств

## Биография
Родился 21 декабря 1944 года в селе Малый Дехан Уйгурского района Алматинской области Казахстана в семье учителя.
С 1964 по 1971 годы учился в художественном училище им. Н. В. Гоголя в г. Алма-Ата.
В 1971 – 1977 годах – студент отделения графики Ташкентского театрально-художественного института им. А. Н. Островского.
Начиная с 1976 года, то есть ещё со студенческих лет, Леким Ибрагимов становится активным участником различных республиканских, всесоюзных и международных выставок.
В 1978 году был принят в Союз художников СССР. Является также членом Союза художников Узбекистана (с 1996 г. – Творческое объединение художников при АХ РУз).
С 1978 по 1986 годы постоянно работал в мастерской Дома творчества художников «Сенеж», а также в художественных мастерских стран Балтии.
В 1998 году Леким Ибрагимов был делегатом Всемирного съезда художников в Париже.
В 1999 году избран действительным членом (академиком) Академии художеств Республики Узбекистан. В том же году стал профессором Национального института художеств и дизайна им. Камолиддина Бехзода.
В 2001 году академик Леким Ибрагимов в знак признания выдающихся заслуг был удостоен звания «Народный художник Узбекистана».
В 2008 году становится Почетным членом Российской академии художеств.

### Семья
- Супруга – Марьям Ибрагимова, художник-декоратор
- Сын – Мурат Ибрагимов, дизайнер, концептуалист, организатор ивент-событий, руководитель компании DRC
- Сын – Гайрат Ибрагимов, художник, один из ярких представителей «поколения нулевых» в изобразительном искусстве стран Центральной Азии [4]

## Творчество Лекима Ибрагимова
Стилистика работ Лекима Ибрагимова соединяет в себе живопись, графику и каллиграфию. Его творчество – это гармоничное сочетание восточного и западного культурного наследия, модернизма и поэтического символизма, традиционного классического и абстрактно-сюрреалистического направлений.. «Визитной карточкой» работ Лекима Ибрагимова является изображение ангела или нескольких ангелов на каждой его картине.
Картины Л. Ибрагимова экспонируются в Государственном музее искусства народов Востока (Москва, Россия), Государственном музее искусств Узбекистана (Ташкент, Узбекистан), Музее Восточной Азии (Будапешт, Венгрия), Новосибирском государственном художественном музее (Россия), Государственном музее искусств им. А. Кастеева (Алматы, Казахстан), Галерее Мэрии города Тавкерхен (Германия). Его работы находятся так же в частных коллекциях в США, Франции, Италии, Израиле, Индии, Австрии, Японии, Германии, России.

## «Тысяча ангелов и одна картина»
В 2000 году у Лекима Ибрагимова возникла идея создать полотно по мотивам легендарных восточных сказок «Тысяча и одна ночь». Десять лет выкристаллизовалась концепция данного арт-проекта, к реализации которого Л. Ибрагимов приступил в 2010 году. 
Проект получил название «Тысяча ангелов и одна картина». Оно точно отражает его суть, поскольку это полотно состоит из тысячи отдельных холстов. Каждый холст – это полноценная во всех отношениях картина, на которой изображен ангел. Площадь полотна составляет более 500 квадратных метров (8 метров в высоту и 66 метров в длину)
На первый взгляд данное решение напоминает знакомую всем мозаику. Однако, это впечатление ошибочно, поскольку целое складывается не из отдельных незавершенных частей. Здесь происходит метаморфоза, в процессе которой отдельные самостоятельные единицы, объединившись, образуют нечто цельное, но совершенно иное.
Презентация мега-полотна состоялась в 2012 году в Праге, в 2013 году в Москве (Гостиный Двор) и в 2014 году в Ташкенте. На экспозиции, прошедшей в Москве, приняло участие международное агентство регистрации рекордов «Интеррекорд» и зарегистрировало два мировых рекорда в номинациях «Самая большая картина в мире, написанная на холсте маслом одним художником» и «Самое большое количество ангелов на одной картине».

## Награды
- 1998 – Золотая медаль Академии художеств Узбекистана «За вклад в развитие мировой культуры»[7]
- 1999 – Действительный член (академик) Академии художеств Республики Узбекистан [8]
- 1999 – Профессор Национального института художеств и дизайна им. Камолиддина Бехзода АХ РУз [9]
- 2001 – Главный приз жюри I Ташкентской Биеннале современного искусства [10]
- 2001 – Звание «Народный художник Узбекистана»[11]
- 2005 – Присвоено звание «Почетный гражданин» Уйгурского района Алма-атинской области Казахстана
- 2008 – Почетный член Российской Академии Художеств

## Интересные факты
- В 1997 году в Швейцарии была издана книга стихотворений Лекима Ибрагимова. По словам самого художника, эти стихи – своеобразное рифмованное творческое кредо и отражение его мировоззрения.
- В 2009 году в честь академика Лекима Ибрагимова Российской Академией художеств выпущен плакат с репродукцией его картины.
- Одним из близких друзей Лекима Ибрагимова был известный писатель Чингиз Айтматов. Его памяти в 2008 году художник посвятил персональную выставку «Похищение Азии», которая прошла в Москве в Галерее искусств Зураба Церетели.[12]